# Palacio Gonzaga-Acerbi
El Palacio Gonzaga-Acerbi (del italiano: Palazzo Gonzaga-Acerbi) es un palacio histórico en Castel Goffredo (en Piazza Mazzini), en la Provincia de Mantua, en Italia. Forma toda la fachada norte de Piazza Mazzini en el centro de la ciudad. Louis-Alexandre de Castiglione lo usó para albergar su corte de 1511 a 1549 y para visitar a Carlos I de España, emperador del Sacro Imperio Romano en 1543. Fue el lugar de nacimiento de Giovanni Acerbi quien, el 27 y29 de abril de 1862, ocupó Garibaldi.
En el interior, una logia sostenida por columnas de mármol con caras grotescas finamente pintadas (tal vez la escuela de Giulio Romano).